# Robert Wilbrandt
Pour les articles homonymes, voir Wilbrandt.
Robert Wilbrandt (né le 29 août 1875 à Vienne, mort le 24 février 1954 à Marquartstein) était un économiste et politologue allemand théoricien du système économique coopératif. Il est le fils du dramaturge Adolf Wilbrandt.

## Biographie
Robert Wildbandt est le fils de l'écrivain allemand et directeur du Burgtheater de Vienne Adolph von Wildbrandt (1837-1911).
Il étudie avec les professeurs Schmoller et Sering. Il passe son doctorat à Berlin avec Wilhelm Dilthey puis obtient son Habilitation en 1904. De 1908 à 1929, il est professeur titulaire d'économie et de finance à Tübingen. Il se rapproche de Social-démocratie durant ces années 1900s et trois ans après avoir débuté, il déclare soutenir les sociaux-démocrates, causant ainsi un scandale et le forçant à se mettre en absence quelque temps. Parmi ses étudiants, se trouve alors Karl Korsch (qui deviendra son assistant) et Felix Weil. C'est là aussi que le 2 juin 1919, il assiste à la conférence de Rudolf Steiner. Il supervise la première thèse d'un étudiant sur le thème des conférences de Rudolf Steiner. Il a notamment écrit dans un de ses ouvrages « Socialiser l'économie n'est pas suffisante, il faut socialiser aussi l'éducation. »
De 1929 à 1933 il enseigne à l'Université technique de Dresde. s'approche de la social-démocratie dans les années 1900 et est considéré comme un théoricien du système coopératif. En 1933, il est licencié pour des raisons politiques. Il appartenait alors à l'aile gauche de Vereins dür Sozialpolitik,. À partir de cette date, il vit à Marquartstein où il décédera en 1954.
Il est considéré un des théoriciens du système coopératif. Il a contribué aux «Fondamentaux de l'économie sociale».

### Vie privée
Il était marié à Lisbeth Wildbrandt (née Koller) (9 octobre 1870 - 29 décembre 1917).